# BX Большого Пса
BX Большого Пса (лат. BX Canis Majoris) — одиночная переменная звезда в созвездии Большого Пса на расстоянии приблизительно 4783 световых лет (около 1466 парсеков) от Солнца. Видимая звёздная величина звезды — от +11m до +9,9m.

## Характеристики
BX Большого Пса — красная пульсирующая полуправильная переменная S-звезда типа SRB (SRB) спектрального класса S.